# ولفرسهاوزن
ولفرسهاوزن (به آلمانی: Wolfershausen) یک منطقهٔ مسکونی در آلمان است که در فلسبرگ (هسن) واقع شده‌است. ولفرسهاوزن ۷۶۰ نفر جمعیت دارد.